# Songhuajiang (sockenhuvudort i Kina, Heilongjiang Sheng, lat 46,04, long 127,33)
Songhuajiang (kinesiska: 松花江, 松花江乡) är en sockenhuvudort i Kina. Den ligger i provinsen Heilongjiang, i den nordöstra delen av landet, omkring 62 kilometer nordost om provinshuvudstaden Harbin. Antalet invånare är 27 364. Befolkningen består av 13 440 kvinnor och 13 924 män. Barn under 15 år utgör 13,0 %, vuxna 15-64 år 79 %, och äldre över 65 år 6,0 %.
Runt Songhuajiang är det ganska tätbefolkat, med 144 invånare per kvadratkilometer. Närmaste större samhälle är Bayan, 7,1 km nordost om Songhuajiang. Trakten runt Songhuajiang består till största delen av jordbruksmark.
Genomsnittlig årsnederbörd är 839 millimeter. Den regnigaste månaden är juli, med i genomsnitt 186 mm nederbörd, och den torraste är januari, med 8 mm nederbörd.